# 大久保洋
大久保 洋（おおくぼ よう、1908年5月9日 - 2002年3月30日）は、日本のフランス文学者、翻訳家。
本名は大久保 洋海（おおくぼ ひろみ）。

## 経歴
東京生まれ。1931年慶應義塾大学文学部仏文科卒。1936年より銀座でフランス語講座を開く。
1943年海軍嘱託としてサイゴンに赴く。戦後、慶大助教授、教授、1974年定年、名誉教授。
作家の坂口安吾と親しかった。

## 翻訳
- 『繋がれ損つたプロメテ』（ジツト、春陽堂、世界名作文庫） 1932
- 『マノン・レスコオ物語』（アベ・プレヴオ、春陽堂、世界名作文庫） 1936、のち改題『マノン・レスコオ』講談社文庫
- 『哀愁のパリ』（アルフォンス・ドオデ、講談社） 1971
- 『恋のエチュード 二人のイギリス女とヨーロッパ大陸』（アンリ・ピエール・ロシェ、講談社） 1972
- 『にんじん』（ジュール・ルナール、講談社文庫） 1972
- 『危険な関係』（ラクロ、講談社文庫） 1977
- 『博物誌』（ジュール・ルナール、講談社文庫） 1981
- 『にんじん 一幕』（ジュール・ルナール、文化総合出版） 1983